# Kazuo Saito
Kazuo Saito (斉藤 和夫, Saito Kazuo, Saitama, 27 juli 1951) is een Japans voormalig voetballer die als verdediger speelde.

## Clubcarrière
In 1970 ging Saito naar de Hosei University, waar hij in het schoolteam voetbalde. Nadat hij in 1974 afstudeerde, ging Saito spelen voor Mitsubishi Motors. Met deze club werd hij in 1978 en 1982 kampioen van Japan. Saito veroverde er in 1978 en 1981 de JSL Cup en in 1978 en 1980 de Beker van de keizer. In 15 jaar speelde hij er 248 competitiewedstrijden en scoorde 3 goals. Saito beëindigde zijn spelersloopbaan in 1989.

## Japans voetbalelftal
Kazuo Saito debuteerde in 1976 in het Japans nationaal elftal en speelde 32 interlands.

## Statistieken
| Japans voetbalelftal | Japans voetbalelftal | Japans voetbalelftal |
| Jaar                 | Wed.                 | Dlp.                 |
| -------------------- | -------------------- | -------------------- |
| 1976                 | 14                   | 0                    |
| 1977                 | 5                    | 0                    |
| 1978                 | 9                    | 0                    |
| 1979                 | 0                    | 0                    |
| 1980                 | 0                    | 0                    |
| 1981                 | 0                    | 0                    |
| 1982                 | 0                    | 0                    |
| 1983                 | 0                    | 0                    |
| 1984                 | 4                    | 0                    |
| Totaal               | 32                   | 0                    |